# 愛宕橋 (広瀬川)

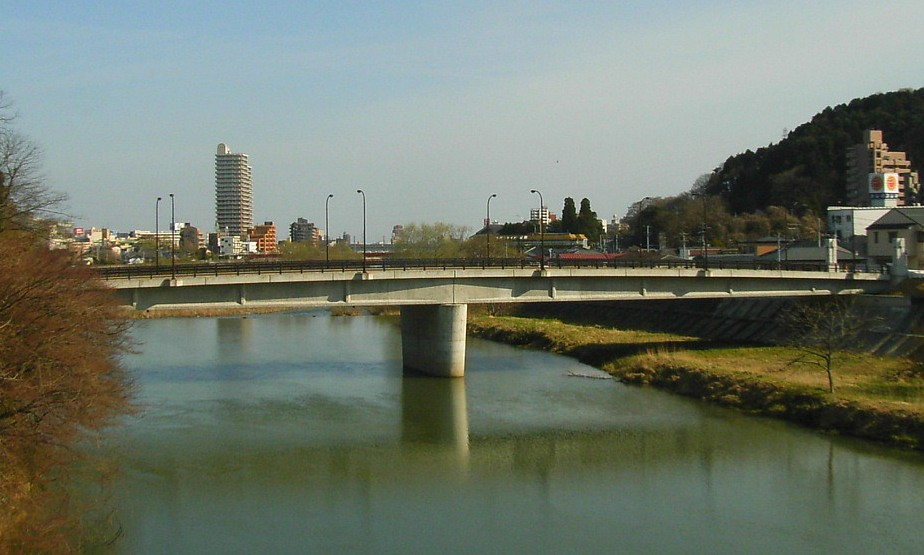
広瀬川上流から見た愛宕橋（2005年4月）

愛宕橋（あたごばし）は、宮城県仙台市若林区および太白区にある橋。広瀬川にかかり、市道若林64号愛宕橋線を通す。右岸は太白区越路で近隣に愛宕山・愛宕神社があり、左岸は若林区土樋で姉歯横丁に続く。

## 歴史
今の愛宕橋から少し川下には、江戸時代に誓願寺という寺があり、そのそばに誓願寺渡しという渡し場が設けられていた。
1900年（明治33年）に、仙台で最初の吊り橋として佐伯三郎が架けたのが、最初の愛宕橋である。渡し賃5厘をとった。このときまで橋の左岸、市街に近い側は真福寺が占めて姉歯横丁の突き当たりになっていたが、橋のために寺域の真ん中を通して道が作られた。1913年（大正2年）8月28日に大水で流された。
その後、仙台市が宮城県の補助を受けて、1915年（大正4年）に新しい橋を架けた。橋の両側の道は私道であったが、このとき土地所有者の寄付を受けて里道にした。
1935年（昭和10年）5月に鉄筋コンクリートの橋が架けられた。長さ9.42メートル、幅8.9メートルの鋼単純桁橋である。1975年（昭和50年）に上流側に愛宕大橋が開通すると、愛宕橋の車通り、人通りは少なくなった。
現在の橋は2001年に架設された。PCT桁橋で長さは102.00 m、幅は14.70 m。

## 水質
2011年度調査でのBOD75%値は0.7mg/L、2018年度には0.8mg/Lであった。

## 近隣の施設
- 仙台市地下鉄南北線・愛宕橋駅
- 仙台市営バス・愛宕橋駅停留所
- 仙台越路郵便局
- 仙南信用金庫愛宕橋支店
- 愛宕大橋